# 小谷围街道
小谷围街道是中国广东省广州市番禺区下辖的一个街道，位于番禺区北部珠江河段上的小谷围岛。目前总人口约23.3万人，其中，高校教职工约2万人、大学生约18万人、村民约1.4万人、来穗人员约1.9万人。

## 概况
小谷围街道位于广州市番禺区北部的小谷围岛，面积17.9平方公里，共有10所高校、3个产业园区，广州超级计算机中心等科研机构，以及贝岗村、南亭村、北亭村和穗石村4个保留村和星汇社区1个社区。
2004年9月29日，番禺区小谷围街道办事处正式挂牌成立。原有的小谷围岛分属番禺区新造镇及南村镇、海珠区新滘镇和黄埔区长洲镇，而新设立的小谷围街道办事处隶属番禺区，负责整个小谷围岛内所有的行政和社会事务管理。2008年7月，广州大学城管委会挂牌成立，为番禺区政府的派出机构，负责广州大学城各项社会事务的综合协调和管理工作，与小谷围街道办事处合署办公。

## 行政区划
小谷围街道下辖以下地区：
南亭村、穗石村、贝岗村和北亭村。

## 交通

### 地铁
- █广州地铁4号线：大学城北站、大学城南站
- █广州地铁7号线：大学城南站
- █广州地铁12号线：大学城北站、大学城南站